# Стубица (Параћин)
Стубица је насеље у Србији у општини Параћин у Поморавском округу. Према попису из 2022. било је 1266 становника.

## Географија
Налази се 17 km источно од града Параћина. Село се налази на надморској висини од 284 до 343 метара. Атар села Стубица се на западу граничи са атром града Ћуприја, а на северу са реком Раваницом, према истоку атар села се протеже до Пасуљанских ливада, Равне реке и планине Троглан, док јужну границу чини извориште реке Црнице и насеља Сисевац.
Атар села има површину од 4.354 хектара а од тога се под шумом налази 2.000, под ораницама 1.221 хектар, под ливадама 578, а воћњацима и виноградима 115 хектара.
У селу постоји 530 домаћинстава.
Прво насеље на овим просторима настало је у 14. веку, а у писаним документима село се први пут помиње 1376. године.
Овде се налазе Запис орах код игралишта (Стубица), Запис храст код цркве (Стубица), Запис дуд у центру (Стубица).

## Знаменитости

### Црква Светог Романа
Црква Светог Романа је православна црква у Стубици. Она је такође најзначајнија и најпознатија знаменитост у Стубици, такође осликавање цркве унутра је завршено 2019. године. Поред цркве ту је и пут који води ка Еколошком парку Стубица.

### Еколошки парк Стубица
Еколошки парк Стубица или скраћено Еко-парк Стубица, је парк који се налази на изнад Стубице, тј. на видиковцу Стубице. Пре 2015. то је било коришћено као депонија, такође тамо није ништа било, било је пусто. У 2015. години, започето је чишћење ове области док 2017. године, основано је Еколошко удружење Стубица, када је започета градња данашњег Еко-парка Стубица. Прво су биле саграђене клупе, затим играоница и показне табле, а касније и летњиковац. Еко-парк такође пружа панорамски поглед Стубице, такође се може видети Јагодина и Ћуприја.

### Центар код бреста
Центар Стубице код бреста, у овој области се налази амбуланта, месна канцеларија, продавнице и парк са спомеником палим борцима у Првом и Другом светском рату.

### Игралиште
"Игралиште", јесте фудбалски терен у Стубици, који користи ФК Напредак Стубица. Налази се у доњем делу села ка излазу ка Поповцу.

## Спорт
Фудбалски терен који се користи у Стубици је терен од Фудбалског клуба Напредак које је мештанима такође познато и као игралиште. За футсал се користи школско игралиште, а у употреби се понекад користи и школска сала. Док је у фудбалу Ф.К. Напредак једини тим из Стубице, у футсалу постоји више екипа.

## Образовање
Основна Школа у Стубици се зове "Бранко Радичевић", која је направљена 1919. године. 1919. је школа била у другом месту и првобитно се звала Народна Основна Школа, када је школу похађало 102 ученика. Мало касније, у школу иду само Стубичани, док Забрежани добијају своју школу. Око 1954. године, школа је пресељена на данашњем месту, добија четири учионице, а касније почиње да се зове Основна Школа "Светозар Марковић". После су је Поповчани припојили Основној Школи "25. Мај", касније је преименована у Основна Школа "Бранко Радичевић". 2000. године, школа добија нови спрат и осам учионица. 2005. добија кабинет за информатику. 2007. године реновиран је и терен на отвореном. 2010. године школа добија прикључак за воду и реновирана је физичка сала. 2017. године реновиран је дом културе. И 2019. је прослављена стогодишњица школе. Данас ову школу похађа 106. ученика. Терен на отвореном се такође користи и за догађаје, манифестације, футсалске купове, итд...

## Транспорт
У Стубици се налазе три аутобуска стајалишта којом углавном управља параћинска компанија Eurolin Стајалишта су: стајалиште код Фудбалског терена, стајалиште код раскрснице близу школе и стајалиште код бреста у центру села. У селу, такође превози и ресавичка компанија Рембас Транс.

## Демографија
У насељу Стубица живи 1391 пунолетни становник, а просечна старост становништва износи 40,8 година (39,5 код мушкараца и 42,0 код жена). У насељу има 465 домаћинстава, а просечан број чланова по домаћинству је 3,84.
Ово насеље је великим делом насељено Србима (према попису из 2002. године), а у последња три пописа, примећен је пад у броју становника.
|  |

| Демографија | Демографија | Демографија |
| Година      | Становника  | Становника  |
| ----------- | ----------- | ----------- |
| 1948.       | 2.065       |             |
| 1953.       | 2.165       |             |
| 1961.       | 2.230       |             |
| 1971.       | 2.237       |             |
| 1981.       | 2.133       |             |
| 1991.       | 2.070       | 1.902       |
| 2002.       | 1.784       | 2.056       |

| Етнички састав према попису из 2002.‍ | Етнички састав према попису из 2002.‍ | Етнички састав према попису из 2002.‍ | Етнички састав према попису из 2002.‍ | Етнички састав према попису из 2002.‍ |
| ------------------------------------ | ------------------------------------ | ------------------------------------ | ------------------------------------ | ------------------------------------ |
|                                      |                                      |                                      |                                      |                                      |
| Срби                                 | Срби                                 |                                      | 1.745                                | 97,81%                               |
| Румуни                               | Румуни                               |                                      | 3                                    | 0,16%                                |
| Македонци                            | Македонци                            |                                      | 3                                    | 0,16%                                |
| Руси                                 | Руси                                 |                                      | 1                                    | 0,05%                                |
| Југословени                          | Југословени                          |                                      | 1                                    | 0,05%                                |
| непознато                            | непознато                            |                                      | 1                                    | 0,05%                                |

| Година пописа     | 1948. | 1953. | 1961. | 1971. | 1981. | 1991. | 2002. |
| ----------------- | ----- | ----- | ----- | ----- | ----- | ----- | ----- |
| Број домаћинстава | 367   | 409   | 471   | 495   | 508   | 497   | 465   |

| Број чланова      | 1  | 2  | 3  | 4  | 5  | 6  | 7  | 8  | 9 | 10 и више | Просек |
| ----------------- | -- | -- | -- | -- | -- | -- | -- | -- | - | --------- | ------ |
| Број домаћинстава | 61 | 95 | 53 | 76 | 65 | 70 | 35 | 10 | 0 | 0         | 3,84   |

| Пол    | Укупно | Неожењен/Неудата | Ожењен/Удата | Удовац/Удовица | Разведен/Разведена | Непознато |
| ------ | ------ | ---------------- | ------------ | -------------- | ------------------ | --------- |
| Мушки  | 696    | 154              | 473          | 55             | 11                 | 3         |
| Женски | 754    | 107              | 475          | 155            | 14                 | 3         |
| УКУПНО | 1.450  | 261              | 948          | 210            | 25                 | 6         |

| Пол    | Укупно                    | Пољопривреда, лов и шумарство | Рибарство                            | Вађење руде и камена | Прерађивачка индустрија       |
| ------ | ------------------------- | ----------------------------- | ------------------------------------ | -------------------- | ----------------------------- |
| Мушки  | 414                       | 73                            | 0                                    | 36                   | 201                           |
| Женски | 201                       | 106                           | 0                                    | 1                    | 37                            |
| УКУПНО | 615                       | 179                           | 0                                    | 37                   | 238                           |
| Пол    | Производња и снабдевање   | Грађевинарство                | Трговина                             | Хотели и ресторани   | Саобраћај, складиштење и везе |
| Мушки  | 2                         | 13                            | 42                                   | 3                    | 31                            |
| Женски | 1                         | 0                             | 29                                   | 5                    | 2                             |
| УКУПНО | 3                         | 13                            | 71                                   | 8                    | 33                            |
| Пол    | Финансијско посредовање   | Некретнине                    | Државна управа и одбрана             | Образовање           | Здравствени и социјални рад   |
| Мушки  | 0                         | 1                             | 4                                    | 2                    | 1                             |
| Женски | 0                         | 2                             | 2                                    | 3                    | 8                             |
| УКУПНО | 0                         | 3                             | 6                                    | 5                    | 9                             |
| Пол    | Остале услужне активности | Приватна домаћинства          | Екстериторијалне организације и тела | Непознато            | Непознато                     |
| Мушки  | 1                         | 0                             | 0                                    | 4                    | 4                             |
| Женски | 3                         | 1                             | 0                                    | 1                    | 1                             |
| УКУПНО | 4                         | 1                             | 0                                    | 5                    | 5                             |

## Галерија
- Школско игралиште у Стубици.
- Свенчана сала код школе.
- Центар Стубице током Свете Тројице.

## Значајне особе
- Радован Лазић, сликар
- Далибор Јаблановић, гинисовац